# 延命寺 (鎌倉市)
延命寺（えんめいじ）は、神奈川県鎌倉市にある浄土宗の寺院。

## 歴史
鎌倉時代、北条時頼夫人の開基である。なお、時頼の正室・側室の誰であったかは不明である。
当寺には、「身代わり地蔵」と呼ばれる地蔵菩薩像がある。これは時頼夫人の守護仏といわれている。ある日、時頼夫妻は双六に興じていたところ、夫人が負けそうになった。すると地蔵が現れて夫人の窮地を救ったという。そういう逸話から、この地蔵像は双六盤の上に置かれている。
また当寺は、赤穂浪士の岡島八十右衛門の息子が当寺住職を務めていた縁により、忠臣蔵にまつわる寺宝も有している。

## 交通アクセス
- 鎌倉駅より徒歩5分。